# Kerkliedwiki
Kerkliedwiki is een wiki over Nederlandse en in het Nederlands vertaalde kerkliederen. De site verschaft achtergrondinformatie over ontstaan en inhoud van kerkliederen en over de makers ervan: tekstdichters en componisten. Kerkliedwiki helpt voorgangers, koren, koordirigenten en musici bij het vinden van geschikte liederen. Op pagina's per lied zijn dikwijls ook melodieën en verschillende versies daarvan beluisterbaar.
Kerkliedwiki is gestart in januari 2013 en is een project van Stichting Kerkmuzieknetwerk te Leusden, die ook het project Orgelkids faciliteert. Kerkliedwiki wordt geheel gevuld door vrijwilligers.

## Achtergrond
Een half jaar voor het in 2013 verschijnen van de liedbundel Liedboek - zingen en bidden in huis en kerk, voortgekomen uit de samenwerking tussen acht deelnemende protestantse kerkgenootschappen uit Nederland en België, bedacht Lydia Vroegindeweij, bestuurslid van Stichting Kerkmuziek Netwerk, dat het goed zou zijn als alle informatie over kerkliederen beter vindbaar zou worden gemaakt, ongeacht in welke bundel ze zijn opgenomen. Het doeltreffend ontsluiten van alle kerkliederen voor verschillende doelgroepen was het idee waarmee het project is gestart. Kerkliedwiki heeft dat doel nog steeds.
De meeste grote liedbundels nemen veel eerder liederen op die zijn gepubliceerd. Voor een kerkmusicus is het fijn om te weten dat een lied ook in een andere bundel voorkomt dan waarvan hij of zij de begeleidingsbundel in de kast heeft staan. Voor degene die een liturgie samenstelt, hetgeen vaak, maar niet uitsluitend, door een voorganger gedaan wordt, is het fijn om een lied te kunnen kiezen dat goed aansluit bij een viering. Voor iedere gebruiker is het praktisch als een lied ook direct beluisterd kan worden.

## Een artikel per lied
Bij kerkliederen moet gedacht worden aan de volle breedte van het kerkmuzikale repertoire: van klassiek en orthodox tot hedendaags en evangelisch. De doelstelling van Kerkliedwiki is het maken van een online encyclopedie met praktische en boeiende achtergrondinformatie over kerkliederen, met voor elk lied een eigen artikel en eenvoudige mogelijkheden tot doorverwijzen. De keus viel al snel op een MediaWiki-toepassing, net als Wikipedia.
Omdat op de tekst van de meeste kerkliederen auteursrechten rusten, kan de volledige tekst van een kerklied niet altijd worden weergegeven. Wel kan kort geciteerd worden. Daarnaast wordt gebruikgemaakt van woordwolken om gebruikers van Kerkliedwiki een beeld te geven van de gebruikte woorden in een lied.

## Semantische wiki
Op Kerkliedwiki wordt gebruikgemaakt van Semantic MediaWiki. Daardoor zijn de mogelijkheden om de wiki te doorzoeken erg groot. Het is bijvoorbeeld mogelijk om een lied te zoeken voor kerst, een lied dat geschikt is voor kinderen, een lied voor de aanvang van de dienst enzovoorts. De informatie wordt daartoe ingevoerd op Kerkliedwiki, met behulp van standaardformulieren die vergelijkbaar zijn met een “infobox” op Wikipedia. Er zijn al voorbeelden op Kerkliedwiki, waar met behulp van semantische technieken liederen eenvoudig kunnen worden geselecteerd.

## Schrijfdagen

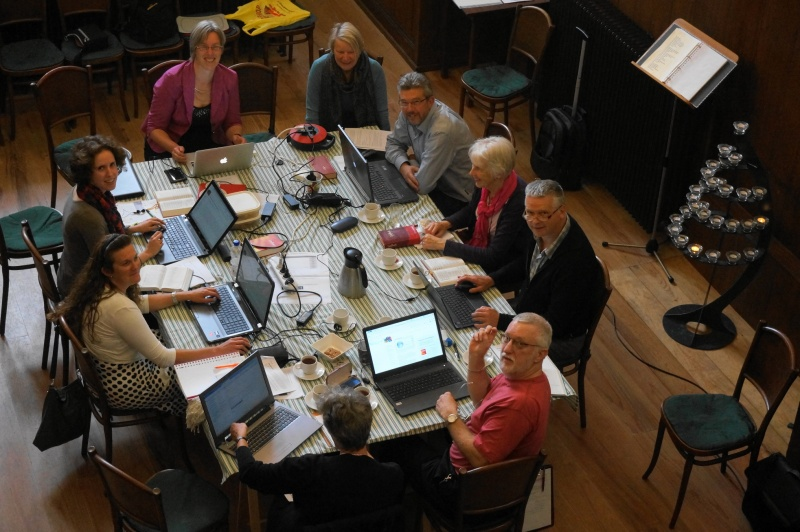
Eerste Kerkliedwiki Schrijfdag

Alle informatie wordt aangeleverd door vrijwilligers. Kerkliedwiki organiseert regelmatig Schrijfdagen in de stadskerk Amersfoortse Zwaan, de voormalig Lutherse kerk, waar tot 1 januari 2010 de Evangelisch-Lutherse Gemeente Amersfoort-Baarn-Soest samenkwam. Stadskerk Amersfoortse Zwaan ging zomer 2012 van start als onderdeel van de Protestantse Gemeente Amersfoort.
De eerste Kerkliedwiki Schrijfdag vond plaats op 27 september 2014. Regelmatige Schrijfdagen vormen een kristallisatiepunt in de samenwerking tussen de vrijwilligers. De Schrijfdagen worden meestal afgesloten met een viering.
Goede artikelen worden in de "etalage" geplaatst, waardoor men gemakkelijk een indruk van Kerkliedwiki kan krijgen. In de "etalage" worden artikelen opgenomen die een goed beeld bieden van de informatie die in Kerkliedwiki wordt gegeven.
Januari 2016 bedroeg het aantal inhoudelijke pagina's 4.342 en het totaal aantal bewerkingen 29.237.

## Mijlpalen
Op 3 februari 2018 werd het eerste lustrum van Kerkliedwiki feestelijk gevierd met een tiende bijeenkomst in de 'De Amersfoortse Zwaan'. Daarvan maakte onder andere het Kerkliedwiki Festival deel uit. Het festival omvatte zes korte colleges door Sytze de Vries, Michaël Steehouder, Cees-Willem van Vliet, Willem-Jan Dekker, Janneke Nijboer en Willeke Smits. Daarnaast werden statistieken en anekdotes over de jubilerende Kerkliedwiki gepresenteerd. Tijdens het festival ging een nieuwe vertaling in première van Maarten Luther's lied Mit Fried und Freud ich fahr dahin. De vertaling werd gemaakt door Sytze de Vries, de koorbewerking door Cees-Willem van Vliet.
In maart 2017 werd een grote collectie verwijzingen (circa 40.000) naar begeleidingen, voorspelen en koorbewerkingen opgenomen, bedoeld voor organisten en (koor)dirigenten. Per melodie wordt er verwezen naar bewerkingen van die melodie door verschillende componisten, zoals Johann Sebastian Bach. Bij het Liedboek voor de Kerken stelde organist Liewe Tamminga in 1984 ook een dergelijke lijst samen. Deze nieuwe collectie verwijzingen is gemaakt door Ronald van Drunen.

## Corona
Toen in het voorjaar van 2020 veel kerkdiensten waren aangepast vanwege de maatregelen die COVID-19 met zich meebracht, verzorgde Kerkliedwiki als troost in bijzondere tijden van 13 maart 2020 tot Pasen op 4 april 2021 een wekelijkse podcast, onder de naam Luistertroost. Deze podcasts bestonden uit 109 afleveringen van maximaal 10 minuten.
Per 3 maart 2023, iets meer dan tien jaar na oprichting van Kerkliedwiki, wijst Kerkliedwiki via de hoofdpagina de weg naar 11.154 liederen.